# مایا مورگنشترن
مایا مورگنشترن (انگلیسی: Maia Morgenstern؛ زادهٔ ۱ مهٔ ۱۹۶۲) بازیگر اهل رومانی است. وی از سال ۱۹۸۰ میلادی تاکنون مشغول فعالیت بوده‌است. از وی به عنوان نماد سینما و تئاتر رومانی یاد می‌کنند.
از فیلم‌ها یا برنامه‌های تلویزیونی که وی در آن نقش داشته است، می‌توان به مصائب مسیح، نوسترآداموس، نگاه خیره اولیس، بلوط، مارگو و اورینت اکسپرس اشاره کرد.